# Sainte-Anne-sur-Brivet
Sainte-Anne-sur-Brivet (bret. Santez-Anna-ar-Brived) – miejscowość i gmina we Francji, w regionie Kraj Loary, w departamencie Loara Atlantycka.
Według danych na rok 2010 gminę zamieszkiwało 2588 osób, a gęstość zaludnienia wynosiła 100 osób/km².